# Lyu Jianlin
Lyu Jianlin (Sichuan, 26 de julho de 1996) é um atirador esportivo chinês.

## Carreira
Jianlin competiu no evento de skeet masculino em 2024 e no evento de skeet masculino por equipes em 2022 da Copa do Mundo ISSF, onde ganhou a medalha de ouro e prata nesses respectivos eventos.
Nos Jogos Olímpicos de Verão de 2024, em Paris, conquistou a medalha de bronze na competição do skeet misto por equipes, ao lado de Jiang Yiting.